# Урлуєнь
Урлуєнь, Урлуєні (рум. Urlueni) — село у повіті Арджеш в Румунії. Входить до складу комуни Бирла.
Село розташоване на відстані 104 км на захід від Бухареста, 42 км на південь від Пітешть, 79 км на схід від Крайови, 145 км на південний захід від Брашова.

## Населення
За даними перепису населення 2002 року у селі проживали 779 осіб, усі — румуни. Усі жителі села рідною мовою назвали румунську.